# Щербіна Сергій Васильович
Сергі́й Васи́льович Щербі́на — полковник ЗСУ, учасник російсько-української війни.

## Життєпис
Служив командиром 2-го батальйону в 28 ОМБр. 3 червня 2015 очолив оборону Мар'їнки. 19 червня 2015 при обороні Мар'їнки отримав множинні поранення. Лікувався в Кураховому, Покровську, Дніпрі та Одесі.
Пізніше служив військовим комісаром Овідіопольського району.

## Нагороди
- орден Богдана Хмельницького III ступеня (28.06.2022)[3]